# 7766 Jododaira
7766 Jododaira (1991 BH2) là một tiểu hành tinh vành đai chính được phát hiện ngày 23 tháng 1 năm 1991 bởi K. Endate và K. Watanabe ở Kitami.